# Tarsy
La Tarsy è un fiume francese. Nasce a Floursies (Dipartimento Nord), passa a Monceau-Saint-Waast per poi confluire nella Sambre, a un'altitudine di 128 m s.l.m..
La sua pendenza media è del 4.3 ‰.
Il suo principale affluente è, alla sinistra orografica, il torrente Marquettes.
Una stazione idrometrica sulla Tarsy, gestita dalla DIREN Nord-Pas-de-Calais si trova a Monceau-Saint-Waast dal 1994.